# Misao (jogo eletrônico)
Misao (操) é um jogo de survival horror e puzzle japonês desenvolvido por Sen e Miscreant's Room em software gratuito e lançado originalmente em 26 de maio de 2011. Uma versão remasterizada foi lançada na Steam em 25 de outubro de 2017. O objetivo do jogo é encontrar as 6 partes do corpo de uma garota em uma escola amaldiçoada.

## História
Três meses atrás, uma colega de classe de Aki, Misao, desapareceu. Não se sabe sobre o paradeiro dela. Calma e reclusa, essa garota era frequentemente alvo de bullying. Sua alma pertubada envolveu a escola em uma maldição que apenas Aki pode quebrar.
O jogo possui dois finais e um epílogo. O epílogo é desbloqueado após completar o final bom.

## Personagens
- Aki

A protagonista do jogo que recebeu o destino de erradicar a maldição.
- Misao

Uma garota reclusa que foi considerada desaparecida há três meses.
- Ayaka

A melhor amiga de Aki, tem uma queda pelo professor.
- Tohma

Um garoto bonito, popular entre as garotas. Mas não é nenhum cavaleiro.
- Yoshino

A líder dos agressores que pertubavam Misao.
- Saotome

Uma garota atraente e popular entre os garotos. Seu apelido é "Otome"
- Kudoh

Amigo de infância de Misao, tem uma personalidade madura.
- Sohta (Kurata na versão remasterizada)

Um professor bonito e gentil que possui a admiração de seus alunos.
- Onigawara

Presidente do conselho estudantil. Uma figura misteriosa.
- Library

Uma jovem misteriosa que ajuda o presidente do conselho. Ela pode oferecer dicas ao jogador.